# عزل السوق (مسرحية)

## طاقم العمل

### بطولة
| بطولة            |
| ---------------- |
| محمد المنصور     |
| إبراهيم الحربي   |
| حسين المنصور     |
| عبد الرحمن العقل |
| مريم الغضبان     |
| هيفاء عادل       |

### تمثيل
| تمثيل             |
| ----------------- |
| عبدالمحسن الخلفان |
| منقذ السريع       |
| باسم عبد الأمير   |
| رأفت جادو         |
| فتحي القطان       |
| احمد العامر       |
| علي فريج          |
| عدنان حمد         |
| صباح ندا          |
| خير الله بخيت     |